# Eliza Orme

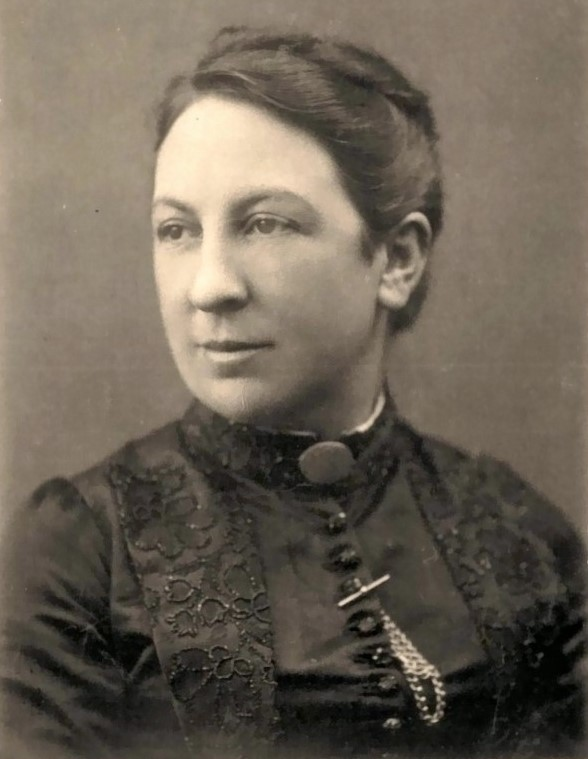
Eliza Orme

 Elizabeth Orme  (* 25. Dezember 1848 in London, England; † 22. Juni 1937 in Streatham, England) war eine britische Anwältin und Aktivistin. Sie war die erste Frau, die 1888 am University College London einen Abschluss in Rechtswissenschaften erhielt.

## Leben und Werk
Orme war das siebte von acht Kindern von Eliza Orme und des Brenners Charles Orme. Sie wurde am Bedford College for Women ausgebildet und war eine von neun Frauen, die 1869 die erste allgemeine Frauenprüfung am University College London ablegten. Ab 1871 studierte sie Jura und politische Ökonomie am University College London und erhielt 1876 das Hume-Stipendium für Rechtswissenschaft. Zu ihren Mentoren gehörten John Elliot Cairnes, William Leonard Courtney und W.A. Hunter, bei denen sie die Laissez-Faire-Ökonomie und liberale politische Prinzipien lernte.
Vor der Verabschiedung des Gesetzes Sex Disqualification (Removal) Act 1919 war es Frauen nicht gestattet, sich in England als Rechtsanwältin oder Anwältin zu qualifizieren. Frauen durften zwar studieren, konnten aber an vielen Universitäten keinen Abschluss machen. Auf Anraten von John Stuart Mill, einem Freund der Familie, arbeitete Orme ab 1873 in den Kammern des Rechtsanwaltes John Savill Vaizey. Sie gründete 1875 mit der Studienkommilitonin Mary Richardson ein Büro in der Chancery Lane, wo sie unter anderem Dokumente für Immobilientransaktionen, Testamente, Patentagenturrechnungen und Nachlassabrechnungen verfasste, was Nichtanwälten möglich war. Ab Mitte der 1880er Jahre bis 1904 arbeitete sie mit Reina Lawrence zusammen. 1888 erhielt sie den LL.B-Abschluss von der University of London.
Sie schrieb und hielt Vorträge über feministische und andere zeitgenössische Themen. Sie war Mitglied der Londoner National Society for Women’s Suffrage und der Society for Promoting the Employment of Women und Gründungsmitglied der Women’s Liberal Federation (WLF), die 1887 die Women’s Gazette und von 1889 bis 1891 die Weekly News herausgab. 1892 trat sie der Women’s National Liberal Federation (WNLF) bei und schrieb später über das Leben der Gründerin Lady Fry. Sie unterstützte 1892 die Königliche Kommission für Arbeit. Sie lehnte die Arbeitsschutzgesetzgebung für Arbeitnehmerinnen ab und ihre Berichte zeigten die Überzeugung, dass Frauen von keinem Arbeitsplatz ausgeschlossen werden sollten. 1894 war sie Mitglied des Abteilungsausschusses für Haftbedingungen und untersuchte die Situation von weiblichen Gefängnismitarbeitern und Insassen. 1902 schrieb sie den Eintrag für das Dictionary of National Biography für Samuel Plimsoll.
Sie lebte den größten Teil ihres Lebens mit ihren Eltern bis zu deren Tod in den 1890er Jahren in London und dann mit ihrer Schwester Beatrice in Tulse Hill. Sie starb in Streatham an Herzversagen. Ihre Kollegin Reina Lawrence war die Testamentsvollstreckerin und die Begünstigte in ihrem Testament.

## Veröffentlichungen (Auswahl)
- Lady Fry of Darlington. 1898. Palala Press, 2016, ISBN 978-1-357-85373-0.